# Ollestjärnen, Medelpad
Ollestjärnen är en sjö i Ånge kommun i Medelpad och ingår i Delångersåns huvudavrinningsområde.